# Jeu vidéo en tant que service
 (mai 2019).
Si vous disposez d'ouvrages ou d'articles de référence ou si vous connaissez des sites web de qualité traitant du thème abordé ici, merci de compléter l'article en donnant les références utiles à sa vérifiabilité et en les liant à la section « Notes et références ».
Le jeu vidéo en tant que service (en anglais game as a service, ou GAAS) consiste à fournir des jeux vidéo ou du contenu de jeu, sur un modèle de revenu continu similaire au logiciel en tant que service. Les jeux en tant que services sont des moyens de monétiser les jeux vidéo soit après leur vente initiale, soit ces jeux vidéo sont proposés gratuitement. Les jeux commercialisés sous le modèle GAAS reçoivent généralement un flux long ou indéfini de nouveaux contenus monétisés au fil du temps pour encourager les joueurs à continuer de payer pour soutenir le jeu. Cela conduit souvent à des jeux qui fonctionnent sous un modèle GaaS et qui sont appelés "living games" ou "live games", car ils changent continuellement avec ces mises à jour. L'objectif est de faire revenir l'utilisateur sur le jeu.

## Histoire et formes
L'idée du jeu vidéo en tant que service a commencé avec l'introduction de jeux en ligne massivement multijoueurs tels que World of Warcraft, où l'approche du modèle par abonnement garantissait des revenus continus au développeur et à l'éditeur pour la création de nouveaux contenus. Au fil du temps, de nouvelles formes d’offre ont continué à générer des revenus au GAAS. L’utilisation du GAAS a eu un impact significatif sur l’extension du jeu mobile, qui comporte souvent un élément social, comme jouer ou rivaliser avec des amis, et inciter les joueurs à acheter dans les GAAS pour continuer à jouer avec des amis. L'éditeur chinois Tencent fut l’une des premières entreprises à s’y lancer, entre 2007 et 2008, en mettant en place différentes manières de monétiser leurs produits en tant que service aux joueurs chinois. Elle est depuis devenue l’éditeur de jeux vidéo le plus important au monde.

### Différentes formes de jeu vidéo en tant que service

#### Abonnement de jeux
Beaucoup de jeux en ligne massivement multijoueurs (MMO) utilisent des modèles d'abonnement mensuel. Les revenus de ces abonnements servent à payer les serveurs informatiques utilisés pour héberger le jeu, les personnes qui gèrent et supervisent le jeu quotidiennement et l'introduction de nouveaux contenus dans le jeu. Plusieurs MMO offrent une première période d’essai qui permet aux joueurs d’essayer le jeu pendant un temps limité ou jusqu’à ce que leur personnage atteigne un niveau d’expérience, après quoi ils doivent payer pour continuer à jouer.
Services d'abonnement de jeux
Des services d'abonnement tels que EA Access et Xbox Game Pass permettent aux abonnés d'accéder pleinement à une vaste bibliothèque de jeux proposés sous forme numérique, sans aucune limitation. L'utilisateur doit télécharger ces jeux sur son ordinateur local ou sa console pour jouer. Cependant, les utilisateurs doivent rester abonnés pour jouer à ces jeux; les jeux sont protégés par la gestion des droits numériques qui nécessite un compte actif pour jouer. De nouveaux jeux sont généralement ajoutés au service et, dans certains cas, des jeux peuvent quitter le service, après quoi les abonnés ne pourront plus jouer à ce titre. Ces services peuvent offrir la possibilité d’acheter ces titres et de leur permettre de jouer en dehors du service par abonnement.

#### Jeux à la demande
Des services tels que PlayStation Now ou Gamefly permettent aux joueurs de jouer à des jeux exécutés sur des serveurs distants situés sur des périphériques locaux, ou système de jeu à la demande. Ce système dispense de posséder une console spécialisée ou des ordinateurs personnels puissants, mais consomme de la bande passante et un accès à Internet. Il fonctionne par ailleurs de manière similaire aux services de jeu, en ce sens que la bibliothèque disponible peut être ajoutée ou supprimée au fil du temps, en fonction du service.

#### Microtransactions
Les microtransactions représentent des achats à faible coût, comparés au coût d'un jeu complet ou d'un gros pack d'extension, qui fournissent un contenu supplémentaire à l'acheteur. Le type de contenu peut varier du contenu téléchargeable supplémentaire; nouvelles cartes et niveaux pour les jeux multijoueurs; de nouveaux objets, armes, véhicules, vêtements ou autres équipements pour le personnage du joueur; power-ups et buffs temporaires ; monnaie en jeu et éléments comme les coffres qui fournissent un assortiment aléatoire d'articles et de récompenses. Les joueurs ne doivent pas nécessairement acheter ces objets avec des fonds réels pour les acquérir. Cependant, la conception et l’approche financière d’un jeu qui vise à fournir un service continu visent à garantir qu’une petite fraction des joueurs achètera ce contenu immédiatement plutôt que de passer beaucoup de temps sur le jeu pour l’obtenir. Cette approche est généralement la façon dont les jeux gratuits comme Puzzle & Dragons, Candy Crush Saga et League of Legends soutiennent leur développement en cours, ainsi qu’ils sont utilisés au-dessus de jeux complets tels que Grand Theft Auto: Online.

#### Passes de saison / passe de combat
Les jeux avec abonnements saisonniers fournissent une ou plusieurs mises à jour de contenu volumineuses sur une période d'environ un an, ou une "saison" en ces termes. Les joueurs doivent acheter un abonnement de saison pour accéder à ce nouveau contenu. le jeu reste jouable si les joueurs n'achètent pas la passe de saison mais ils ne profitent pas des principales améliorations apportées au jeu comme de nouvelles cartes, armes, quêtes, modes de jeu ou autres éléments de jeu. Des jeux comme Destiny et sa suite, ainsi que Tom Clancy's Rainbow Six: Siege, utilisent cette approche de passe de saison. Un concept connexe est le passe de combat qui fournit de nouvelles options de personnalisation qu'un joueur peut gagner en complétant des défis dans une partie, mais seulement s’ils ont acheté le passe. Les passes de combat peuvent être vues dans des jeux comme Dota 2, Fortnite Battle Royale et Rocket League.
Les jeux peuvent combiner une ou plusieurs de ces formes. Un exemple courant est celui des jeux de style de vie, qui fournissent un contenu quotidien rotatif, qui récompense souvent le joueur avec de la monnaie dans le jeu pour acheter de nouveaux équipements (pouvant être achetés avec des fonds réels), et enrichis par des mises à jour du jeu global. Destiny et de nombreux MMORPG, comme World of Warcraft, sont des exemples de ce style de vie.

## Justification
Une des principales raisons d’adopter le GAAS est d’ordre financier, ce qui permet à un développeur ou à un éditeur de capter plus de revenus du marché qu’avec un seul titre (autrement dit "jeux en tant que produit"). Bien que tous les joueurs ne soient pas disposés à dépenser de l'argent supplémentaire pour acquérir de nouveaux contenus, il peut exister une demande suffisante d'un nombre réduit de joueurs pour soutenir le modèle de service. GAAS représente également un moyen par lequel les jeux peuvent améliorer leur réputation auprès des critiques et des joueurs grâce à des améliorations continues, en utilisant les revenus générés par la monétisation GAAS pour soutenir le développement continu et générer de nouvelles ventes pour le produit. Des titres comme Diablo III et Tom Clancy: Rainbow Six Siege sont des exemples de jeux ayant un modèle économique de type GAAS qui ont été initialement lancés avec une réception tiède, mais qui ont été améliorés avec l’amélioration continue des services.
Alors que le modèle de jeu en tant que service vise à accroître les revenus, il vise également à éliminer les problèmes juridiques liés aux licences de logiciel, en particulier le concept de propriété de logiciel par rapport à une licence. L’industrie a généralement considéré que les jeux physiques étaient un service régi par des contrats de licence d’utilisateur final (CLUF) pour tenter de limiter les activités après-vente, mais celles-ci n’ont généralement pas de force exécutoire car elles portent atteinte aux droits des consommateurs, ce qui entraîne une confusion dans la région. Au lieu de cela, en passant aux jeux en tant que service, où un service clair est offert, les éditeurs et les développeurs peuvent clairement établir leurs œuvres en tant que services plutôt que comme biens. Cela donne en outre aux éditeurs un plus grand contrôle sur l'utilisation du logiciel et sur les actions que les utilisateurs peuvent effectuer via un CLUF exécutoire, par exemple pour empêcher les recours collectifs.
GAAS peut réduire le piratage de logiciels. De plus, certains jeux peuvent être hébergés sur un serveur cloud, éliminant ainsi le besoin d’installation sur les ordinateurs et les consoles des joueurs.